# Alexis Floyd
Alexis Floyd (Cleveland, 22 de diciembre de 1993) es una actriz estadounidense, reconocida principalmente por interpretar el papel de Neff en la serie de Netflix Inventing Anna (2022) y a la doctora Simone Griffith en el seriado Grey's Anatomy (desde 2022).

## Primeros años y estudios
Floyd nació y creció en Cleveland, Ohio, en el seno de una familia con formación musical. Su madre es flautista clásica y dirige la Orquesta Juvenil de Cleveland; su padre fue tenor antes de convertirse en abogado. Floyd empezó a tocar el violín a los tres años, practicó patinaje artístico competitivo, participó en recitales con la orquesta juvenil, estudió en la Escuela de Ballet de Cleveland y actuó en teatro musical en espacios como el Cleveland Playhouse y el Cleveland Public Theater. Estudió siempre en escuelas privadas, y cursó la secundaria en la Hawken School. Más adelante se graduó en teatro musical en la Universidad Carnegie Mellon.
En 2012, hizo una residencia artística en Bulgaria con el Rhodopi International Theater Collective, donde aprendió técnicas como el método Suzuki, pantomima y acrobacia aérea. Al finalizar sus estudios se mudó a Los Ángeles y luego a Nueva York, donde reside actualmente. Justo antes de conseguir el papel de Neff, trabajaba como recepcionista en un estudio de yoga en Manhattan.

## Carrera
En sus primeros años de carrera se centró en el teatro off-Broadway y tuvo un papel recurrente como Tia Clayton en la serie The Bold Type, del canal Freeform. También participó como coreógrafa y bailarina en diversos cortometrajes y videoclips.
Obtuvo reconocimiento al ser elegida para interpretar a Neff en Inventing Anna, una serie basada en la historia real de Anna Sorokin, una joven rusa que se hizo pasar por una heredera alemana llamada Anna Delvey para infiltrarse en la alta sociedad neoyorquina. Floyd no conocía la historia antes de la audición, así que investigó por su cuenta y estudió el acento de Neff, originaria del condado de Prince George en Maryland. Cuando consiguió el papel, se reunió varias veces con la verdadera Neff, Neffatari Davis, para entender mejor su relación con Anna. En la serie, Neff trabaja como conserje en el hotel donde se hospedaba Delvey, y termina convirtiéndose en su única amiga y cómplice. Gracias a ella, Anna accedía a fiestas exclusivas, servicios de compras de lujo y restaurantes de élite. La actuación de Floyd recibió elogios de la crítica y fue calificada como una presencia «magnética».
Sobre su conexión con el personaje, la actriz confesó que se sintió identificada: «Ambas trabajamos como recepcionistas. Las dos luchamos por continuar nuestros sueños a nivel artístico, pero también por llevar comida a la mesa. Había un montón de estrellas alineadas entre ambas».
El 19 de julio de 2022 se anunció que Floyd se integraría al elenco principal de Grey’s Anatomy en su temporada número 19. En el seriado interpreta a la doctora Simone Griffith.

## Vida personal
Tiene un hermano menor, Aric Floyd, quien también es actor. En 2025 se declaró públicamente como una persona queer.  Explicó que le gusta esta definición porque «lo engloba todo» y afirmó: «Tuve contactos con hombres, mujeres, personas no binarias, personas trans, porque estaba en la comunidad teatral. Así que tuve la suerte de contar con toda una comunidad de gente muy colorida».

## Filmografía

### Cine
- Newly Single (2017), Actriz en el teatro[18]

### Televisión
- The Bold Type (2019), Tia Clayton – 8 episodios[19]
- Dickinson (2021), Amiga – 1 episodio[20]
- Way Down (2022), Sherrie – 2 episodios[21]
- Inventing Anna (2022), Neff – 9 episodios[9]
- Grey's Anatomy (2022–presente), Dra. Simone Griffith[14]
- The Good Fight (2023), Deandra Minton – 1 episodio[21]